# Pino Daniele
Giuseppe "Pino" Daniele (Nápoles, 19 de março de 1955 – Roma, 4 de janeiro de 2015) foi um músico, compositor, instrumentista e cantor italiano.

## Vida e Carreira

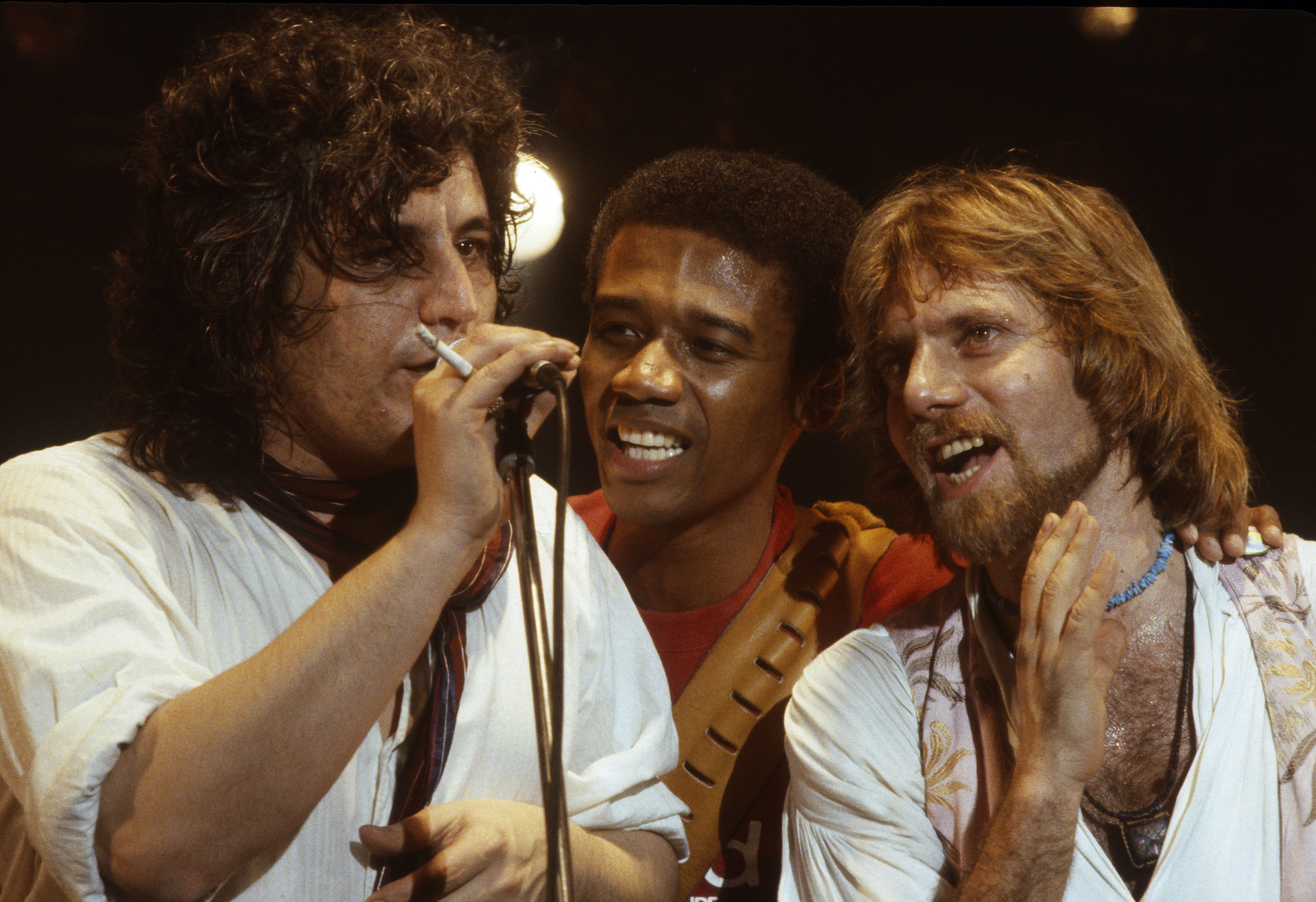
Pino Daniele, Al Johnson e Toni Esposito

Houve dois casamentos na vida de Pino Daniele. O primeiro ocorreu com Dorina Giangrande. A mulher era uma backing vocal que participou da realização do álbum de estreia "Terra Mia" e dessa relação nasceram dois filhos Alessandro e Cristina. Em 1992, na casa de Massimo Troisi, Pino Daniele conheceu Fabiola Sciabbarasi, então modelo. Ele se apaixonou por ela e se casou com ela. Fabiola decidiu desistir da carreira por Pino Daniele e com ele construiu uma família tendo 3 filhos: Sara, Sofia e Francesco. Entre 2012 e 2013, após um tempo de crise no casamento, o último amor de Pino foi Amanda Bonini. Com ela abre um restaurante na Toscana, e será Amanda quem estará ao lado dele no dia da sua morte.
A cantora brasileira Marisa Monte interpretou em seu álbum Marisa Monte ao Vivo (1988) a canção Bem que se quis, uma versão de Nelson Motta para a canção E po' che fa de Pino Daniele; a canção integrou a trilha sonora da telenovela da Rede Globo O Salvador da Pátria.
Nelson Motta também fez a versão de "Quando Chove" cantada por Patrícia Marx.
Na noite do dia 4 de janeiro de 2015, Daniele sofreu um infarto e as tentativas para reanimá-lo, no hospital Sant'Eugenio, em Roma, foram em vão.

## Discografia
- 1977 - Terra mia
- 1979 - Pino Daniele
- 1980 - Nero a metà
- 1981 - Vai mò
- 1982 - Bella 'mbriana
- 1984 - Musicante
- 1984 - Sciò live (live, 2 CD)
- 1985 - Ferryboat
- 1987 - Bonne soirée
- 1988 - Schizzichea with love
- 1989 - Mascalzone latino
- 1991 - Un uomo in blues
- 1993 - Che Dio ti benedica
- 1993 - E sona mo' (live)
- 1995 - Non calpestare i fiori nel deserto
- 1997 - Dimmi cosa succede sulla terra
- 1998 - Yes I Know My Way
- 1999 - Come un gelato all'equatore
- 2000 - Napul'è
- 2001 - Medina
- 2002 - Concerto Medina Tour 2001 (Live).
- 2002 - In Tour (com De Gregori, Fiorella Mannoia e Ron).
- 2002 - Amore senza fine
- 2004 - Passi d'autore - (Pino Daniele Project)
- 2005 - Iguana cafè
- 2007 - Il mio nome è Pino Daniele e vivo qui
- 2008 - Ricomincio da tre'
- 2009 - Electric Jam
- 2010 - Bogie Boogie Man
- 2012 - La Grande Madre